# Challenger de Tallahassee 2025
El torneo Tallahassee Tennis Challenger 2025 fue un torneo de tenis perteneció l ATP Challenger Tour 2025 en la categoría Challenger 75. Se trató de la 25ª edición; el torneo tuvó lugar en la ciudad de Tallahassee (Estados Unidos), desde el 14 hasta el 20 de abril de 2025 sobre pista de tierra batida al aire libre.

## Jugadores participantes del cuadro de individuales
| Preclasificado | País                      | Jugador                | Rank1 | Posición en el torneo |
| 1              | Bandera de Estados Unidos | Eliot Spizzirri        | 127   | Primera ronda         |
| 2              | Bandera de Chile          | Tomás Barrios          | 128   | Primera ronda         |
| 3              | Bandera de Estados Unidos | Mitchell Krueger       | 137   | Cuartos de final      |
| 4              | Bandera de Argentina      | Federico Agustín Gómez | 140   | Primera ronda, retiro |
| 5              | Bandera de Kazajistán     | Dmitry Popko           | 159   | Segunda ronda         |
| 6              | Bandera de Estados Unidos | Emilio Nava            | 169   | FINAL                 |
| 7              | Bandera de Estados Unidos | Jenson Brooksby        | 172   | Primera ronda         |
| 8              | Bandera de Canadá         | Liam Draxl             | 176   | Segunda ronda         |

- 1 Se ha tomado en cuenta el ranking del 7 de abril de 2025.

### Otros participantes
Los siguientes jugadores recibieron una invitación (wild card), por lo tanto ingresan directamente al cuadro principal (WC):
- Jenson Brooksby
- Mitchell Krueger
- Patrick Maloney

Los siguientes jugadores ingresan al cuadro principal tras disputar el cuadro clasificatorio (Q):
- Daniel Dutra da Silva
- Iñaki Montes de la Torre
- Karl Poling
- Juan Carlos Prado
- João Lucas Reis da Silva
- Christian Sigsgaard

## Campeones

### Individual Masculino
- Chris Rodesch derrotó en la final a  Emilio Nava por 4–6, 6–3, 6–4

### Dobles Masculino
- Liam Draxl /  Cleeve Harper derrotaron en la final a  James Cerretani /  George Goldhoff por 6–2, 6–3